# 14 a.C.
14 a.C. foi um ano comum do século I a.C. que durou 365 dias. De acordo com o Calendário Juliano, o ano teve início e terminou a uma terça-feira. a sua letra dominical foi F.
| Ano completo                       |
| ---------------------------------- |
| Ano comum com início à terça-feira |

## Eventos
- Marco Licínio Crasso e Cneu Cornélio Lêntulo, cônsules romanos.[1]
- Os edis curuis, que haviam sido eleitos sob auspícios ruins, renunciam, mas são reeleitos de novo.[1]
- A Basílica de Paulo se incendeia, e o fogo atinge o templo de Vesta; os objetos sagrados são levados ao Palatino pelas virgens vestais, e são guardados na casa do sacerdote de Júpiter.[2] A basílica foi reconstruída por Emílio,[quem?] descendente da família do homem que a havia construído, mas com financiamento de Augusto e os amigos de Paulo.[quem?][3]
- Os panônios se revoltam de novo, e são subjugados. Os comatos, grupo de lígures que habitavam os Alpes Marítimos, são reduzidos à escravidão.[3]
- Herodes, o Grande, que queria se encontrar com Agripa, que estava com seu exército avançando contra o Bósforo, é retido por ventos contrários em Quios, cujo pórtico se encontrava em ruínas desde as Guerras Mitridáticas. Herodes dá a eles dinheiro para que o pórtico seja reconstruído, em sua glória antiga. Herodes consegue, finalmente, se encontrar com Agripa em Sinope. Eles renovam sua amizade, e as forças de Herodes participam da campanha de Agripa.[4]
- A revolta no Bósforo Cimério é sufocada,[5] por Agripa.[4] Escribônio, que se dizia neto de Mitrídates VI do Ponto, havia recebido o reino de Augusto, se casado com Dínamis, filha de Fárnaces II do Ponto e viúva de Asandro do Ponto, e deveria governar como regente em nome da sua esposa.[5]
- Júlia, a filha de Augusto e esposa de Agripa, visita Ílio à noite, e corre grande risco na travessia do Rio Escamandro; Agripa multa a cidade em 100.000 dracmas de prata. Nicolau de Damasco é enviado, como embaixador, para convencer Herodes que os habitantes não tinham como saber que Júlia estava lá, e Herodes consegue de Agripa que a multa seja abonada.[4]
- Agripa enviou Polemão, rei da parte do Ponto que fazia fronteira com a Capadócia, que encontrou Escribônio morto, assassinado pela população quando soube do avanço de Polemão.[6] Polemão, com ajuda de Agripa, submeteu o Reino do Bósforo, se casou com Dínamis e passou a reinar, com a permissão de Augusto.[7][4] Foi votado que um triunfo deveria ser celebrado em honra a Agripa, que acabou não sendo celebrado.[8]
- De passagem pela Jônia, Agripa, Herodes e Nicolau de Damasco ouvem, dos judeus, queixas contra os gregos, que os atazanavam nos festivais religiosos. Agripa ordena que os privilégios dos judeus sejam restaurados.[4]
- De volta a Jerusalém, Herodes conta o que conseguiu para os judeus da Ásia. Os judeus ficam muito felizes, e desejam felicidade ao rei.[4]

## Mortes
- Escribônio, regente do Reino do Bósforo.[6]